# Oskar Feuge
Oskar Feuge auch Oscar Feuge (* 3. Juli 1861 Reudnitz (Leipzig); † 5. November 1913 Dessau) war ein deutscher Opernsänger (Tenor).

## Leben
Feuge strebte zunächst einen wissenschaftlichen Beruf an, ließ aber seine Stimme bei Eugen Hildach ausbilden. 1887 wurde er ans Stadttheater Mainz engagiert, sein Debüt gab er als „Manrico“ im Troubadour.
Danach ging er 1888 nach Dessau, wo er bis zu seinem Tod blieb. Zuerst sang er dort das lyrische Fach, danach im Helden- und Charakter-Fach, darunter Wagner-Partien wie den „Siegmund“ in der Walküre, den „Lohengrin“, den „David“ in den Meistersingern und den „Mime“ im Nibelungenring.
In der Uraufführung der Oper Der Totentanz von Josef Reiter am 5. November 1905 wirkte er ebenso mit wie seine Frau Emilie Feuge-Gleiß (1863–1923).
Ebenso gab er Konzerte und Gastspiele, u. a. 1903 an der Covent Garden Oper London als „Froh“ im Rheingold.
Seine Tochter Elisabeth Feuge (1902–1942) wurde ebenfalls Opernsängerin.

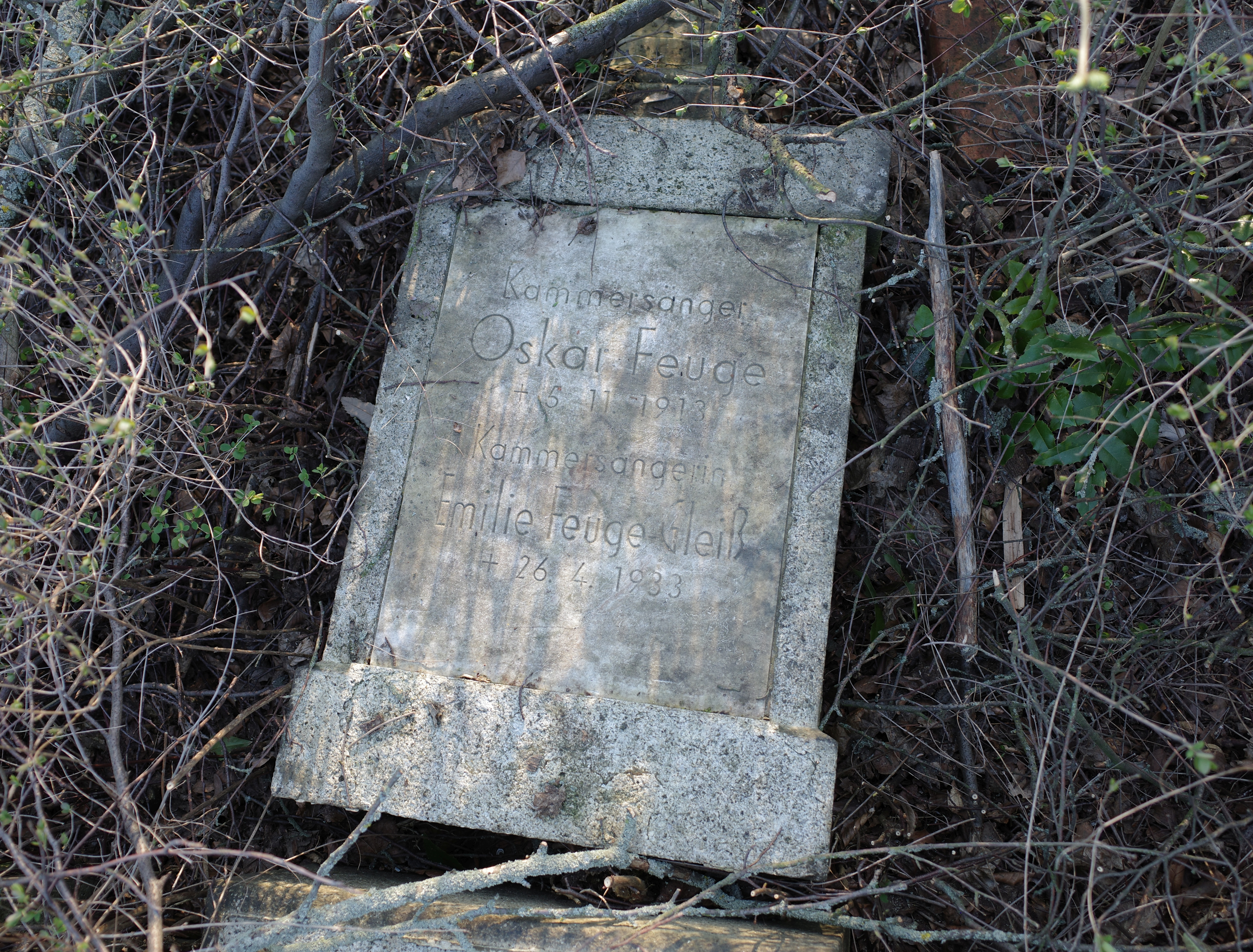
Ruhestätte in Dessau